# 石森秀三
石森 秀三（いしもり しゅうぞう、1945年10月14日 - ）は、日本の文化人類学者。専門は、観光文明学・文化開発論。北海道博物館館長、北海道大学観光学高等研究センター特別招聘教授、国立民族学博物館・総合研究大学院大学名誉教授。

## 経歴
1945年、兵庫県神戸市生まれ。1968年甲南大学経済学部を卒業。オークランド大学大学院人類学研究科修士課程に進み、1970年に中退。
帰国後、1971年より京都大学人文科学研究所研究員京都大学人文科学研究所研究員。1990年、国立民族学博物館第四研究部助教授となる。2002年より国立民族学博物館民族社会研究部教授・センター長。北海道大学観光学高等研究センター教授、北海道大学観光学高等研究センターセンター長、北海道大学大学院国際広報メディア・観光学院観光創造専攻専攻長となった。北海道開拓記念館館長などを歴任した。

### 職歴
- 1975年 国立民族学博物館第四研究部助手
- 1985年 同第四研究部助教授
- 1996年 同第四研究部教授
- 1998年 同先端民族学研究部教授
- 2002年 同民族社会研究部教授
- 2003年 同博物館博物学民族学研究部教授
- 2004年 同文化資源研究センター・センター長
- 2006年 国立民族学博物館名誉教授
- 2006年 北海道大学観光学高等研究センター長・北海道大学大学院観光創造専攻長教授
- 2013年 北海道開拓記念館館長（2015年より北海道博物館）

## 受賞・栄典
- 1986年：大平正芳賞
- 2019年：北海道知事賞
- 2019年：文化庁長官表彰[2]。

## 研究内容・業績
専門は観光文明学、文化開発論である。

## 著作

### 単著
- 『危機とコスモロジー ミクロネシアの神々と人間』（福武書店）第2回（1986年）大平正芳記念賞受賞
- 『博物館概論-ミュージアムの多様な世界-』（放送大学教育振興会）

### 共著
- 『新しい観光の始まり 観光ルネッサンスの時代』（高田公理との共著、PHP研究所）

### 編著
- 『観光と音楽』（東京書籍）
- 『観光の20世紀』（ドメス出版）

## 共編著
- 『エコツーリズムを学ぶ人のために』（真板昭夫・海津ゆりえとの共編、世界思想社）